# Shaw Brothers

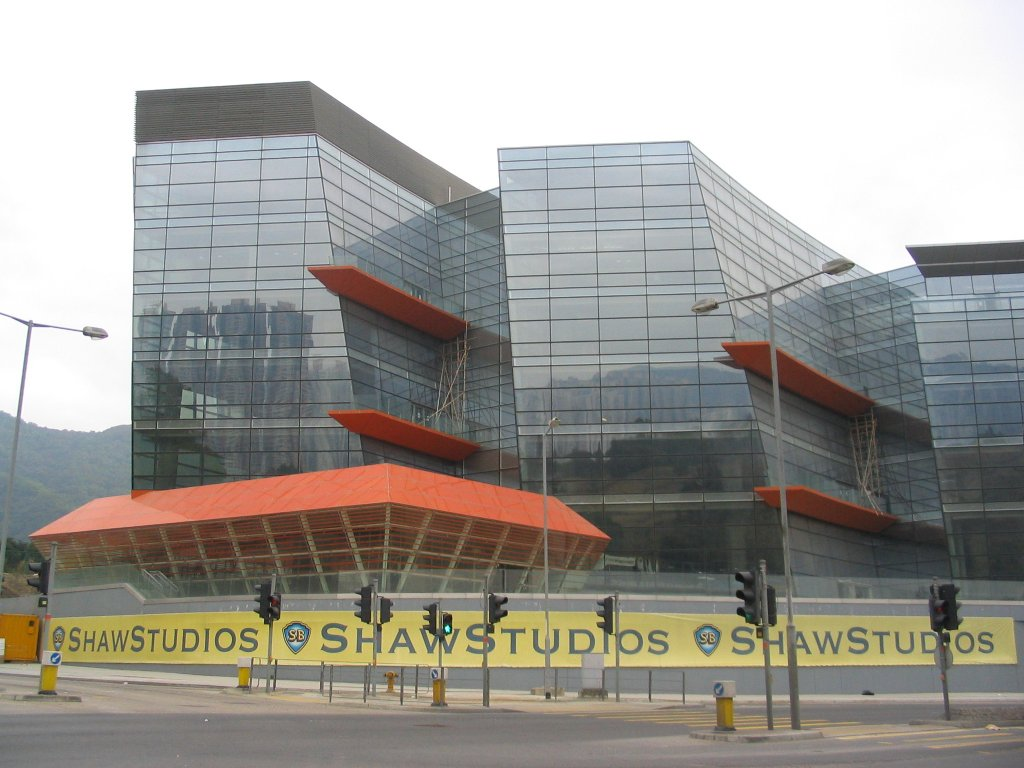

Shaw Brothers of Shaw Studio (邵氏片場) is de grootste filmproductiemaatschappij van Hongkong.
In 1930 begonnen de broers Run Run Shaw (邵逸夫) en Runme Shaw (邵仁枚) de filmmaatschappij South Sea Film (南洋影片). Later veranderde de naam in Shaw Brothers Studio.